# Brykiet
Brykiet, brykiety – materiał opałowy w postaci brył sprasowanego drobnoziarnistego paliwa stałego i opcjonalnie lepiszcza. Do produkcji brykietów wykorzystuje się trociny, torf, miał węgla kamiennego lub drzewnego, słomę, odpady produkcji rolnej itp. Rodzajem brykietów są też pellety.

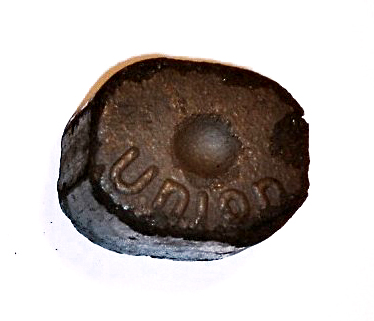
Brykiet węgla brunatnego
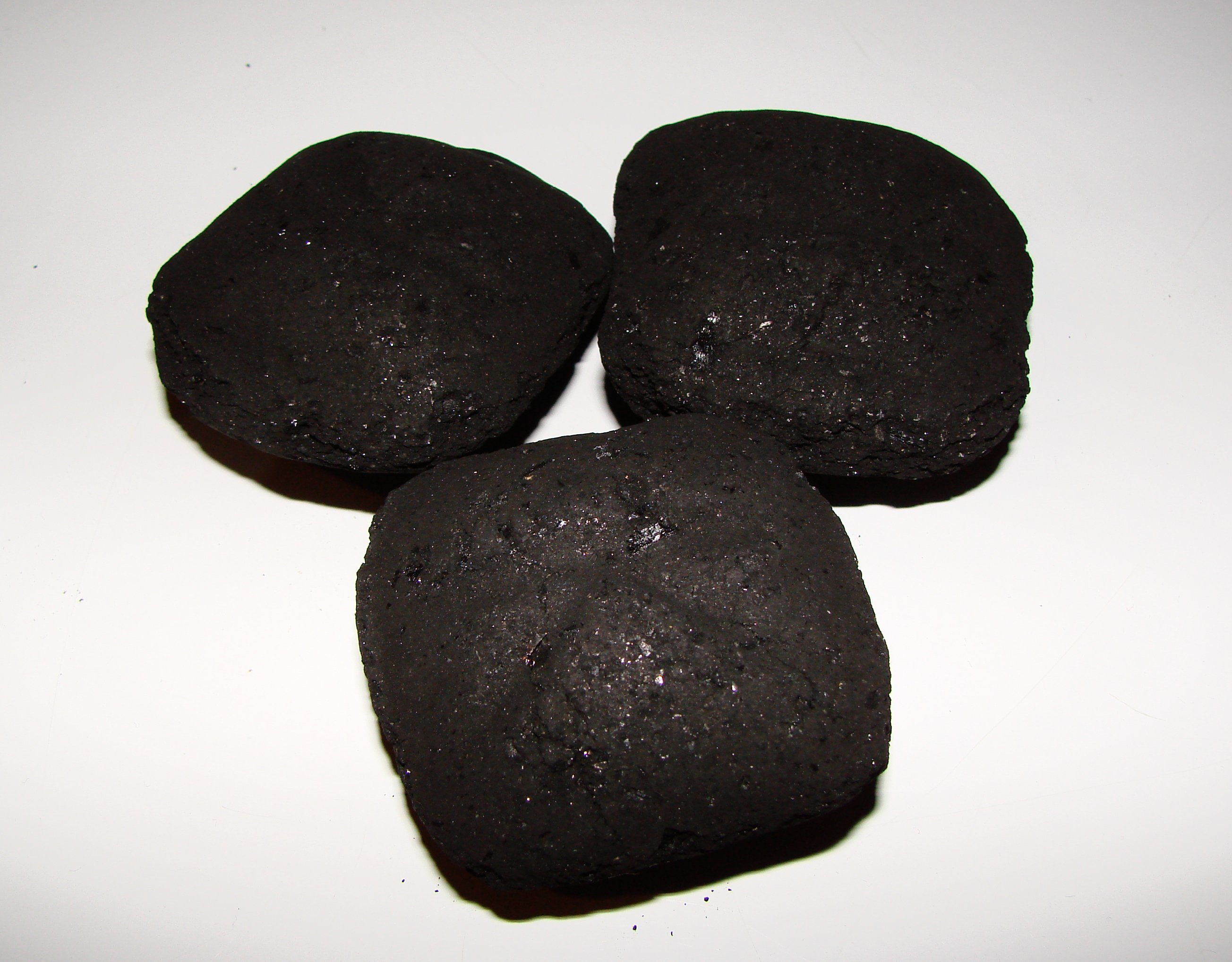
Brykiety z węgla drzewnego
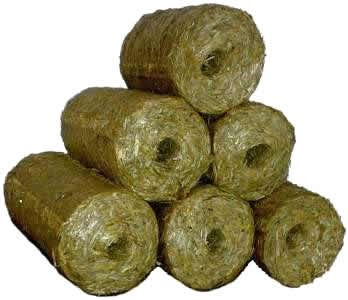
Brykiety ze słomy
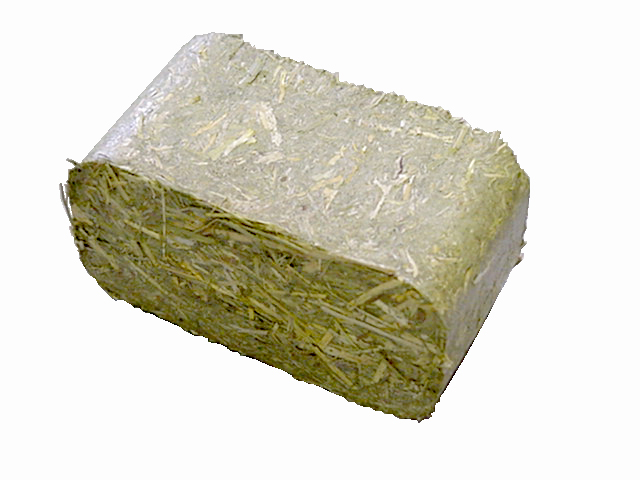
Brykiet z biomasy
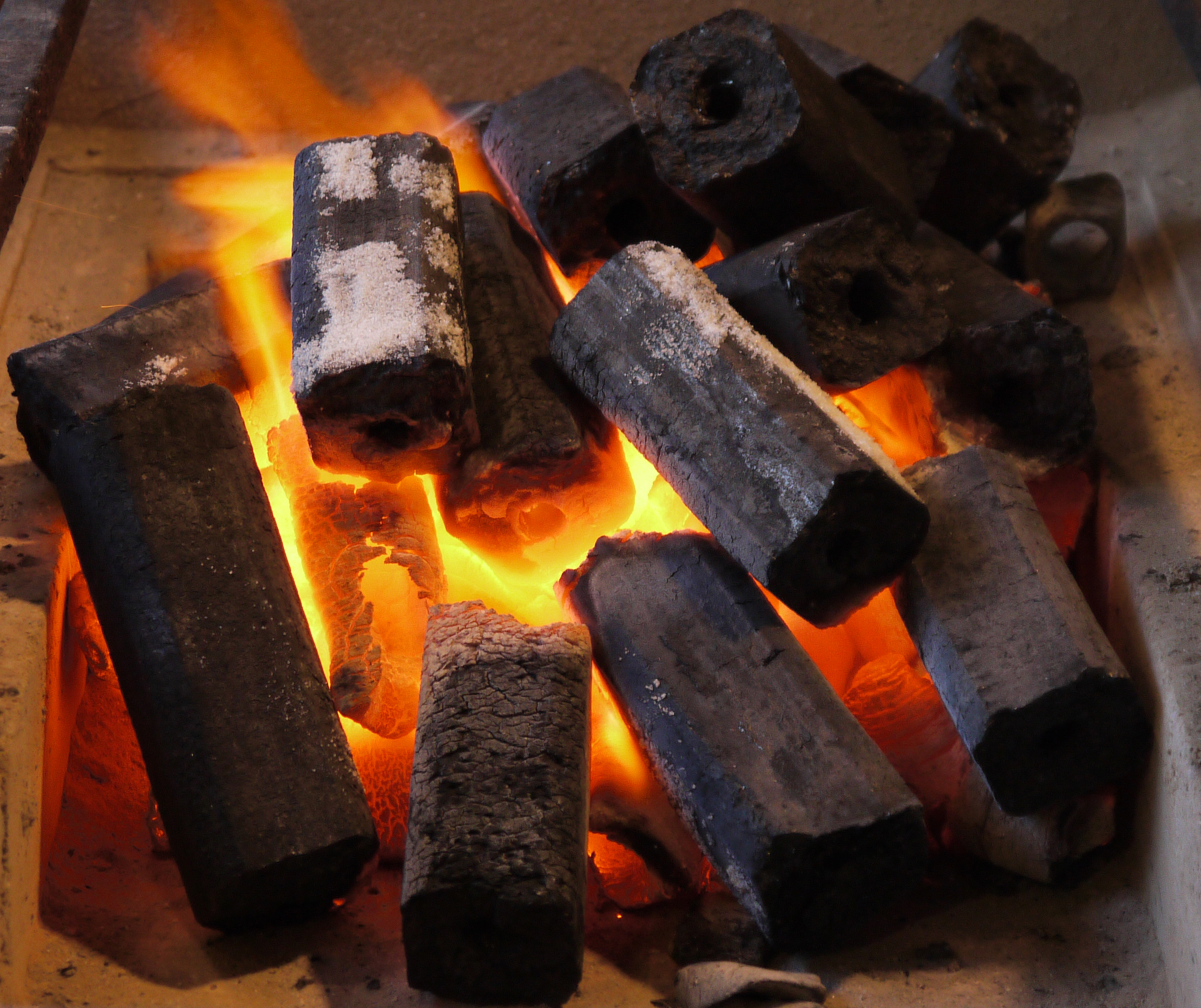
Ogatan, japoński brykiet